# 클래리스로마이신
클래리스로마이신(clarithromycin, 판매되는 상표명: Biaxin 등)은 다양한 세균 감염을 치료하기 위해 사용되는 항생물질이다. 여기에는 연쇄상 구균 인두염, 폐렴, 피부 감염, H. 파일로리 감염, 라임병 등이 포함된다. 클래리스로마이신은 알약 또는 액체 형태로 구강으로 섭취할 수 있다.
일반적인 부작용은 메스꺼움, 구토, 두통, 설사가 포함된다. 심각한 알레르기 반응은 드문 편이다. 간 질환이 보고되고 있다. 임신 중에 복용 시 위험을 초래할 수 있다. 매크롤라이드계 약물에 속하며 일부 박테리아의 단백질 생성을 감소시킴으로써 동작한다.
클래리스로마이신은 1980년 개발되었으며 1990년 의학용으로 승인되었다. 의료제도에 필수적인 가장 효과적이고 안전한 의약품 목록인 WHO 필수 의약품 목록에 등재되어 있다. 클래리스로마이신은 제네릭 의약품으로 구매가 가능하다. 개발도상국의 도매가는 1회 복용량 기준 US$0.13 ~ $0.79 사이이다. 미국의 경우 1회 치료 당 $50–100로, 보통 비싼 편이다. 에리트로마이신으로부터 만들며 화학적으로는 6-O-메틸에리트로마이신(6-O-methylerythromycin)으로 알려져 있다.